# Ровте (Логатець)
Ровте (словен. Rovte) — поселення в общині Логатець, Осреднєсловенський регіон, Словенія. Висота над рівнем моря: 694,2 м.